# نوبة الغزال (ذي السفال)

تعديل مصدري - تعديل

نوبة الغزال محلة تابعة لقرية القاعدة، التابعة لعزلة خنوه بمديرية ذي السفال إحدى مديريات محافظة إب في الجمهورية اليمنية، بلغ تعداد سكانها 234 حسب تعداد اليمن لعام 2004.